# Agostino Steffani

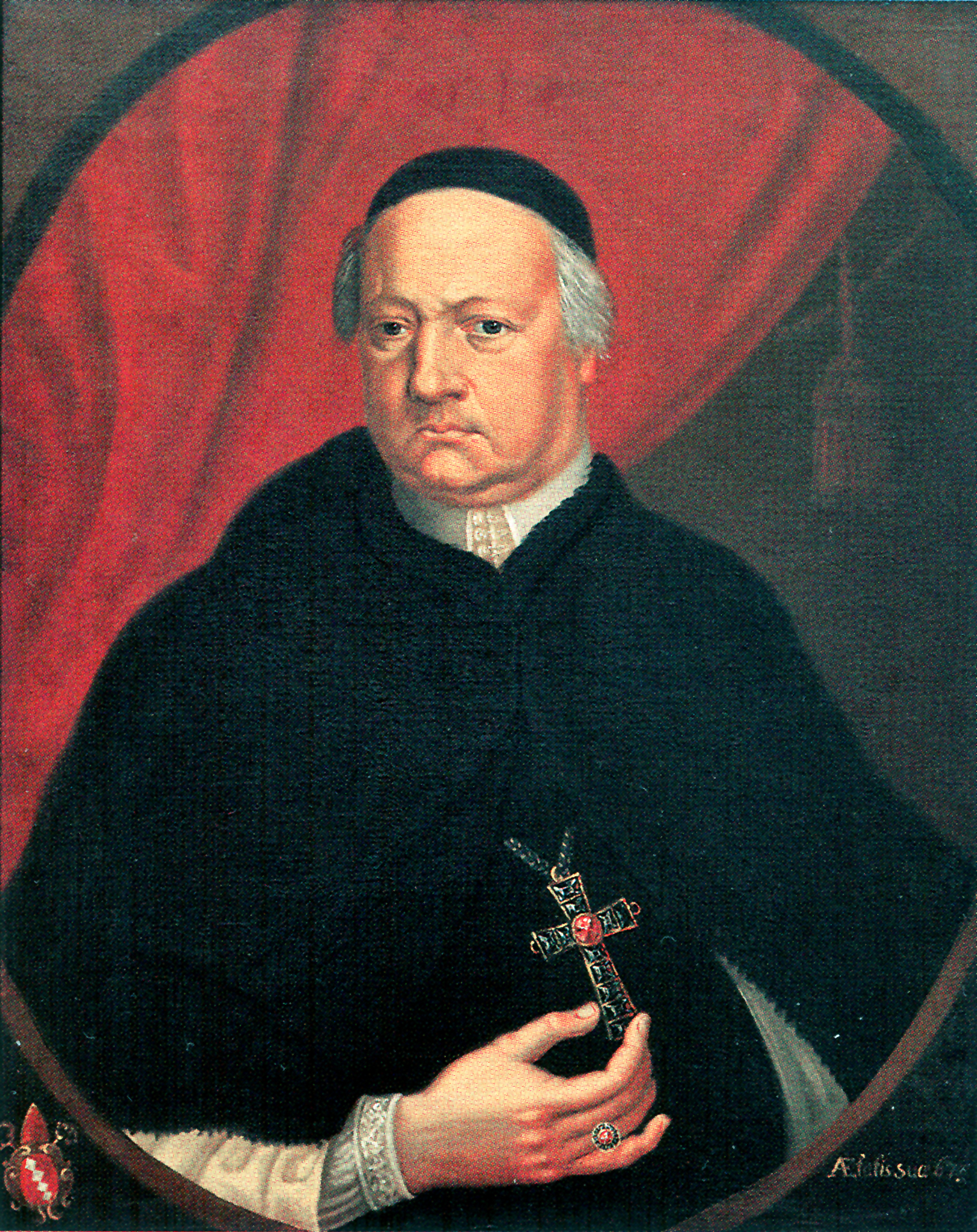
Agostino Steffani;
Ölgemälde 89 × 69 cm von Gerhard Kappers, um 1714

Agostino Steffani (* 25. Juli 1654 in Castelfranco Veneto, Venetien; † 12. Februar 1728 in Frankfurt am Main) war ein italienischer Komponist, Diplomat und katholischer Titularbischof.

## Leben

### München
Steffani verbrachte seine Kindheit bei seinen Verwandten in Padua, wo er das Gymnasium besuchte. Er wurde dort vom bayerischen Kurfürsten Ferdinand Maria gefördert und begleitete das Kurfürstenpaar 1667 nach München. Er lebte dort 21 Jahre lang. In München bekam er Orgelunterricht durch Johann Caspar von Kerll.
1672 reiste Steffani zur weiteren musikalischen Ausbildung bei Ercole Bernabei für zwei Jahre nach Rom. Daneben begann er auch ein Studium der katholischen Theologie. 1674 veröffentlichte er sein erstes musikalisches Werk, die Psalmodia vespertina. Es folgten weitere Vokalwerke; Steffani trat Studienreisen nach Frankreich und Oberitalien an, bei denen er möglicherweise auch diplomatische Aufträge zu erfüllen hatte. In Paris trat er vor Ludwig XIV. am Cembalo auf.
Der Amtsantritt des Wittelsbacher Kurfürsten Max Emanuel im Jahr 1680 bedeutete einen Einschnitt im Leben Steffanis, der im selben Jahr nach Abschluss seines Theologiestudiums zum Priester geweiht wurde.

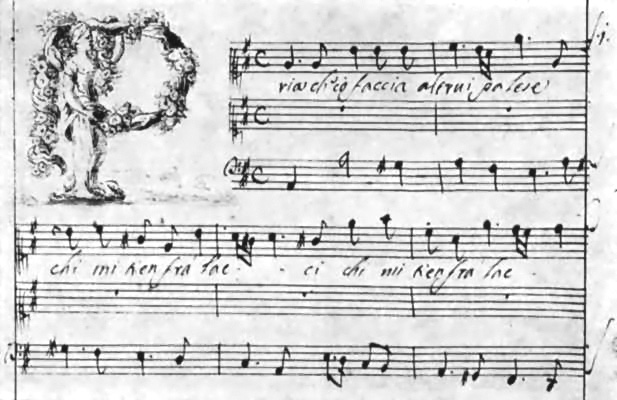
Autograph eines Kammerduetts

1681 erfolgte seine Ernennung zum Kammermusikdirektor. Für Opern, Ballette, Karnevalscherze, Turniere schrieb Steffani die Musik am Münchner Hof. Steffani erfüllte geheime diplomatische Missionen, die oft im Zusammenhang mit den Eheprojekten seines kurfürstlichen Herrn standen. 1681 wurde Steffanis erste Oper Marco Aurelio, in der der Einfluss Lullys erkennbar ist, aufgeführt. Das Libretto dazu schrieb sein Bruder Ventura Terzago. Damit begann eine erfolgreiche Zusammenarbeit dieser Brüder, die über Jahre dauerte. 1686 wurde Steffani zum Münchner Hofkapellmeister ernannt.
Im Mai 1688 wurde Steffani vom Kurfürsten Max Emanuel ehrenvoll entlassen, ihm folgte als Münchner Hofkapellmeister Giuseppe Antonio Bernabei.

### Hannover und Düsseldorf

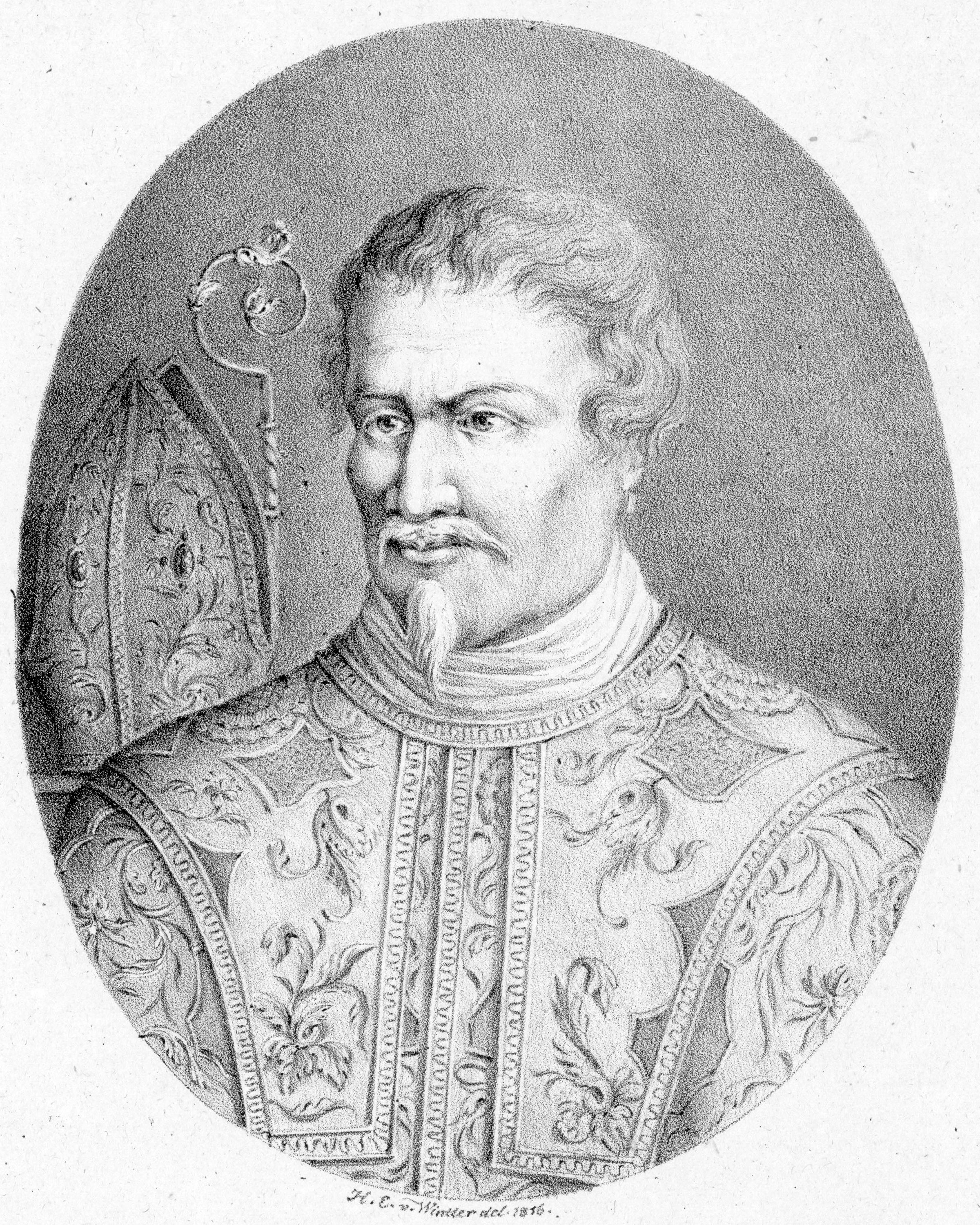
Agostino Steffani

Nach einem kurzen Aufenthalt in Italien wurde er Ende Juni Opernkapellmeister am Hofe des Herzogs Ernst August von Hannover. Dort komponierte er für die bevorstehende Einweihung des neuen Theaters im Leineschloss (1689) die Oper  Enrico Leone und brachte bis 1696 fast jedes Jahr neue Opern heraus. 1696 übersiedelte Steffani nach Brüssel, wo er mit den Opernwerken Lullys in Berührung kam. Er selbst betätigte sich hauptsächlich als Gesellschafter. 1702 bewertete Steffani gewisse Entwicklungen bei seinen diplomatischen Tätigkeiten als Niederlage und konzentrierte sich wieder verstärkt auf das musikalische Schaffen.
Im selben Jahr wurde er vom Kurfürsten Johann Wilhelm nach Düsseldorf gerufen, wo er zum geistlichen Ratspräsidenten ernannt wurde und sich bald als Berater Anerkennung verschaffte. Ein Jahr später wurde er geheimer Rat und kurpfälzischer Regierungspräsident und leitete politische Verhandlungen in mehreren Städten. 1703 und 1704 fungierte er als Rektor und Kurator an der Universität Heidelberg. Im September 1706 wurde er zum Apostolischen Vikar des Nordens und Titularbischof von Pegae/Spiga in partibus infidelium ernannt.

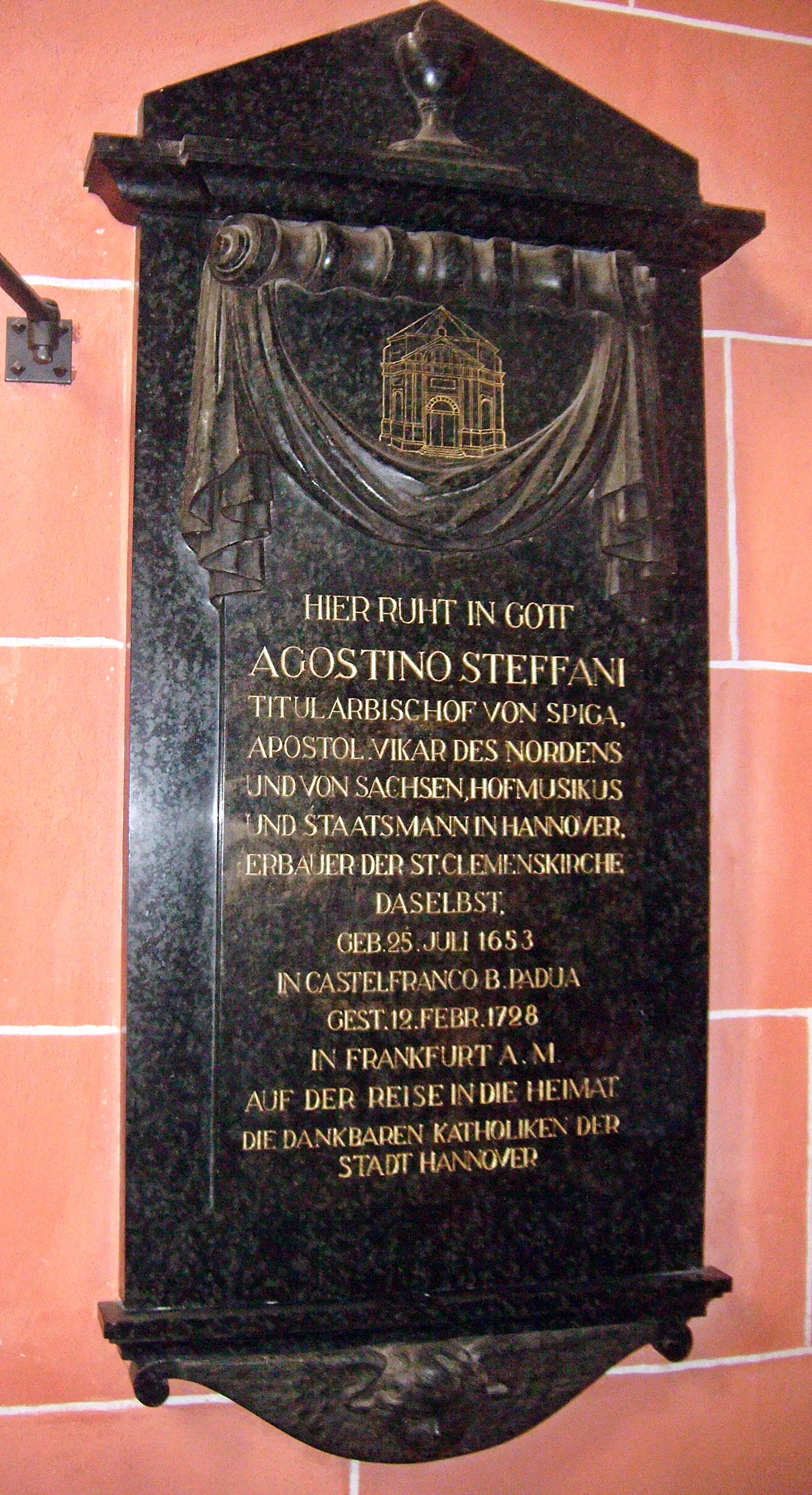
Epitaph im Frankfurter Dom

### Späte Jahre
1708 sandte man ihn nach Rom, um im Streit zwischen dem Kaiser und dem Papst zu vermitteln. Im Jahr darauf avancierte er zum Apostolischen Vikar des neuumschriebenen Vikariates für Ober- und Niedersachsen. Mit dem Projekt der Rekatholisierung einiger deutscher Fürstenhäuser reiste er wieder nach Deutschland. Nach dem Tode einiger seiner adeligen Wohltäter geriet Steffani zunehmend in finanzielle Schwierigkeiten. Agostino Steffani starb 1728 an den Folgen eines Schlaganfalls in Frankfurt, als er einige aus Italien mitgebrachte Kunstgegenstände verkaufen wollte. Er wurde im sogenannten Kaiserdom St. Bartholomäus, in Wirklichkeit der Stiftskirche dieses Titels, begraben; dort erinnert ein Marmorepitaph an ihn, das die Katholiken Hannovers aus Dankbarkeit stifteten, da er für die Erbauung ihrer damals einzigen Kirche, St. Clemens, gesorgt hatte.

## Musikalische Nachwirkung
Steffani integrierte Elemente der französischen, aber auch der deutschen Musik in die italienische Tonkunst. Neben Opern veröffentlichte Steffani vor allem Kammerduette, die weit bis ins 18. Jahrhundert hinein Beliebtheit genossen. Davon zeugen sowohl die große Anzahl der Abschriften seiner Werke als auch die lobende Erwähnung durch Musiker und Dichter.

## Agostino-Steffani-Projekt
Der Hannoversche Musikprofessor Lajos Rovatkay konzipierte im Jahr 2014 das Forum Agostino Steffani. Er sieht es als ein „fortgesetztes Kulturprojekt“ in Hannover, das als jedes Jahr im September stattfindender Anlass angelegt ist. Zum Auftakt führte das Forum Agostino Steffani im Schloss Herrenhausen im September 2014 unter dem Leitwort Agostino Steffani: Europäischer Komponist und hannoverscher Diplomat der Leibniz-Zeit ein zweitägiges Symposium durch, das sich mit dessen musikalischem Œuvre wie mit dessen politischem Wirken befasste.

## Werke
Bei Grove Music Online und Corago sind die folgenden Werke aufgeführt:
Opern
- Marco Aurelio, „dramma per musica“ in drei Akten; Libretto: Ventura Terzago; Karneval 1681, München, Hoftheater
- Audacia e rispetto, „torneo“; Libretto: Ventura Terzago; Karneval 1685, München, Hoftheater; verloren
- Solone, „dramma per musica“ in drei Akten; Libretto: Ventura Terzago; Januar 1685, München, Hoftheater; verloren
- Servio Tullio, „dramma per musica“ in drei Akten; Libretto: Ventura Terzago; Januar 1686, München, Hoftheater
- Alarico il Baltha, cioè L’audace re de Goti, „dramma per musica“ in drei Akten; Libretto: Luigi Orlandi; 18. Januar 1687, München, Hoftheater
- Niobe, regina di Tebe, „dramma per musica“ in drei Akten; Libretto: Luigi Orlandi; Karneval 1688, München, Hoftheater
- Enrico Leone, „dramma“ in drei Akten; Libretto: Ortensio Mauro; 30. Januar 1689, Hannover, Hoftheater; u. a. mit der Sopranistin Vittoria Tarquini, dem Tenor Antonio Borosini und dem Kastraten „Nicolini“ (vermutlich Nicola Paris oder Remolini).[6][7][8]
 1696 als Hertzog Henrich der Löwe in Hamburg;
 1699 in Braunschweig;
 1701 als Mechtilde in Stuttgart;
 überarbeitet von Georg Caspar Schürmann am 2. Februar 1716 in Braunschweig
- La lotta d’Hercole con Acheloo, „divertimento drammatico“ in einem Akt; Libretto: Ortensio Mauro; Sommer 1689, Hannover, Schloss
- La superbia d’Alessandro, „dramma“ in drei Akten; Libretto: Ortensio Mauro; Februar 1690, Hannover, Theater;
 überarbeitet im Februar 1691 als Il zelo di Leonato in Hannover;
 1695 als der Hochmüthige Alexander in Hamburg;
 1699 in Braunschweig;
 1700 in Stuttgart
- Orlando generoso, „dramma per musica“ in drei Akten; Libretto: Ortensio Mauro; 1691, Hannover, Theater;
 am 24. Februar 1695 als Der Großmüthige Roland im Theater am Gänsemarkt Hamburg;
 1720 erneut in Hamburg
- Le rivali concordi, „dramma“ in drei Akten; Libretto: Ortensio Mauro; Februar 1692, Hannover, Theater;
 1698 als Die Vereinigten Mit-Buhler oder Die Siegende Atalanta im Theater am Gänsemarkt Hamburg
- Il Turno, „dramma“ in drei Akten; Libretto: Ortensio Mauro; 1693–1697;
 überarbeitet 1709 als Amor vien dal destino in Düsseldorf
- La libertà contenta, „dramma“ in drei Akten; Libretto: Ortensio Mauro; 3. Februar 1693, Hannover, Theater;
 1697 als Der in seiner Freyheit vergnügte Alcibiades im Theater am Gänsemarkt Hamburg;
 um 1700 in Braunschweig
- Baccanali [„divertimento“] in einem Akt; Libretto: Ortensio Mauro; Februar 1695, Hannover, Picciolo Teatro Elettorale;
 überarbeitet von Georg Caspar Schürmann als Doppia festa d’Imeneo am 12. September 1718 in Salzthal (Braunschweig);
 am 15. Mai 1719 als La festa di Minerva in Wolfenbüttel
- I trionfi del fato, „dramma“ in drei Akten; Libretto: Ortensio Mauro; Februar 1695, Hannover, Schloss;
 1699 als Das Maechtige Geschick bei Lavinia und Dido in Hamburg;
 überarbeitet von Georg Caspar Schürmann 1716 als Enea in Italia in Braunschweig
- Der Siegende Alcides, „Singe-Spiel“ (ohne Angabe des Komponisten); Libretto: Ortensio Mauro; 1696, Hamburg, Theater am Gänsemarkt
- Briseide, „dramma per musica“ (Steffani zugeschrieben; möglicherweise von Pietro Torri); Libretto: Francesco Passarini; Karneval 1696, Hannover, corte elettorale
- Arminio, „tragedia per musica“ in fünf Akten (Pasticcio aus Musik seiner älteren Opern; Autorschaft der Zusammenstellung unsicher); Libretto: Stefano Pallavicini; Karneval 1707, Düsseldorf
- Tassilone, „tragedia per musica“ in fünf Akten; Libretto: Stefano Pallavicini; 17. Januar 1709, Düsseldorf, Corte Elettorale Palatina

Geistliche Vokalwerke
- Psalmodia vespertina, für acht Stimmen (dreizehn Vesperspalmen, ein Magnificat); 1674, Rom
- Sacer Ianus quadrifrons, für drei Stimmen und Basso continuo (zwölf Motetten), München 1685
- Sperate in Deo, für fünf Stimmen und Orgel; 1674
- Triduanas a Domino, für acht Stimmen; 20. November 1673
- Beatus vir, für drei Stimmen, zwei Violinen und Basso continuo
- Laudate Dominum, für acht Stimmen; 30. Dezember 1673
- Laudate pueri, für neun Stimmen; November 1673
- Beatus vir, für acht Stimmen und Basso continuo; 16. September 1676
- Non plus mi ligate, für Sopran, zwei Violinen und Basso continuo
- Qui diligit Mariam [Filium/Christum], für zwei Soprane, Alt, Tenor, Bass und Basso continuo; um den 7. Juli 1727
- Stabat mater, für sechs Stimmen, Streicher und Basso continuo; um den 11. Januar 1728

Sonstige Vokalwerke
- viele Kammerduette und -kantaten für zwei Stimmen und Basso continuo
- sechs scherzi
- Occhi miei, lo miraste, Solokantate, herausgegeben von Alfred Einstein (1918–1919)
- Al rigor d’un bel sembiante, Madrigal für Sopran, Alt, Tenor und Basso continuo
- Gettano i re dal soglio, Madrigal für zwei Soprane, Alt, Tenor, Bass und Basso continuo
- Serenata zur Hochzeit der Gräfin von Preysing, München 1682, verloren

Instrumentalwerke
- Les ouvertures, chacconnes et les autres airs à joüer; Amsterdam, um 1705, verloren
- Sonate da camera für zwei Violinen, Viola und Basso continuo; Amsterdam, um 1705

Theoretische Werke
- Quanta certezza habbia da suoi principii la musica; Amsterdam, 1695;
 überarbeitete deutsche Fassung als Musikalisches Send-Schreiben, 1699–1700;
 erweitert als Sendschreiben, Februar 1760

## Literarische Verarbeitung
2012 erschien der Roman Himmlische Juwelen von Donna Leon. Hierin ist die Hauptperson eine junge Archivarin, die von Nachfahren Steffanis beauftragt wird, das Geheimnis um Steffani zu lüften und seinen Schatz zu bergen. Letztlich findet sie in einer Archivkiste lediglich eine Handvoll „himmlischer Juwelen“ nämlich Reliquien. Der Berliner Historiker Michael F. Feldkamp wies darauf hin, dass sein Beitrag aus dem Jahre 1992 über die Geschichte des nach Rom gelangten Nachlasses von Steffani sowie die Veröffentlichung seines Reliquienverzeichnisses die historische Vorlage für diesen Roman bildete.

## Film
Der Film Mission – Agostino Steffani in Versailles präsentiert musikalische Schöpfungen Steffanis im Rahmen von Versailles, begleitet mit einer Schilderung seines Lebens aus der Perspektive eines Ich-Erzählers (Sänger u. a.: Cecilia Bartoli, Philippe Jaroussky; Orchester: I Barocchisti; Dirigent: Diego Fasolis; Drehbuch, Regisseur: Olivier Simonnet; Produzent: Pierre-Olivier Bardet; Idéale Audience und ARTE France, 2012).